# Karl Neukirch
Karl Bruno Paul Neukirch (* 3. November 1864 in Berlin; † 27. Juni 1941 ebendort) war ein deutscher Gerätturner, der an den Olympischen Sommerspielen 1896 für Deutschland teilnahm. In den Mannschaftsdisziplinen beim Turnen nahm er mit dem deutschen Turnteam am Reck und Barren teil und holte jeweils mit ihnen Gold. Außerdem trat er in den Einzeldisziplinen Reck, Barren, Pferdsprung und Seitpferd an, jedoch ohne eine Medaille zu gewinnen.